# Троицкий, Сергей Вадимович
Серге́й Вади́мович Тро́ицкий (род. 27 ноября 1971 года) — российский физик, специалист в области физики элементарных частиц. Член-корреспондент Российской академии наук (2016).

## Общие сведения
Родители — профессора теоретической физики Вадим Евгеньевич Троицкий (НИИЯФ МГУ) и Елена Евгеньевна Тареева (ИФВД РАН). Внук Е. П. Троицкого по отцу и Е. М. Тареева по матери. Окончил среднюю школу №56 города Москвы (1988), физический факультет Московского государственного университета им. М. В. Ломоносова (1994) и аспирантуру ИЯИ РАН. В 1997 году под руководством В. А. Рубакова защитил кандидатскую диссертацию.
В 2009 году защитил докторскую диссертацию на тему «Космические лучи сверхвысоких энергий: состав и проблема источников».

## Профессиональная деятельность
С 1997 года работает в Институте ядерных исследований РАН в Москве. В настоящее время занимает должность главного научного сотрудника ИЯИ. Параллельно читает курс лекций на физфаке МГУ.
Области научных интересов — физика элементарных частиц, астрофизика частиц, теория элементарных частиц за пределами Стандартной модели, квантовая теория поля.
Заместитель главного редактора Журнала экспериментальной и теоретической физики. Член учёного совета ИЯИ, учёный секретарь диссертационного совета ИЯИ, входит в состав оргкомитетов международных конференций, является экспертом РФФИ и РНФ. Член коллаборации «Telescope Array», внештатный сотрудник теоретического отдела CERN.

## Научные достижения
Автор более 250 научных публикаций. 
Основные результаты:
- разработан новый метод изучения состава первичных частиц космического излучения сверхвысоких энергий, позволивший путём анализа экспериментальных данных получить ограничения на состав первичных частиц с энергиями (1018 – 1020) эВ и выше;
- в данных о направлениях прихода космических лучей сверхвысоких энергий обнаружены корреляции с положениями космологически удалённых активных галактик определённого класса. Такие корреляции не находят объяснения в рамках Стандартной модели — поэтому была предложена трактовка этого эффекта в терминах новой лёгкой псевдоскалярной частицы, смешивающейся с фотоном;
- на основе анализа данных атмосферных черенковских гамма-телескопов и FERMI LAT открыт эффект аномальной прозрачности Вселенной для гамма-излучения высоких энергий.

## Признание
- В 2016 году получил почётное учёное звание профессора РАН[6] и в том же году избран членом-корреспондентом РАН по Отделению физических наук[7].
- Медаль ордена «За заслуги перед Отечеством» II степени (15 февраля 2024 года) — за большой вклад в развитие отечественной науки, многолетнюю плодотворную деятельность и в связи с 300-летием со дня основания Российской академии наук[8].